# ヒレアシシギ属
ヒレアシシギ属（ひれあししぎぞく、学名 Phalaropus）は、鳥類チドリ目シギ科の1属である。ただし、単独でヒレアシシギ科 Phaalaropodidae とすることもある。

## 分布
北半球の亜寒帯から極北部にかけてで繁殖し、冬季は熱帯地域や南半球に渡り越冬する。

## 特徴
体型は他のシギ科に似ているが、足の指の前向きの3本には縁に鰭が発達していて水上生活に適している。
一妻多夫の繁殖形態で、雌が雄に対して求愛行動を行い、雄が抱卵、育雛を行う。体色は雌の方が鮮やかである。
長距離の渡りをする。

## 種
3種が属し、3種とも日本で記録されている。
- Phalaropus fulicaria, Red Phalarope, ハイイロヒレアシシギ
- Phalaropus lobatus, Red-necked Phalarope, アカエリヒレアシシギ
- Phalaropus tricolor, Wilson’s Phalarope, アメリカヒレアシシギ